# Ellen Wroe
Elizabeth Ellen Wroe (n. Austin, Texas; 7 de junio de 1988) es una actriz estadounidense, hizo su primera aparición en la pantalla en 2009, cuando participó en un capítulo de Gary Unmarried, y después en la serie de la ABC Huge en 2011 interpretó a Candice Hooper en Destino final 5, su debut cinematográfico.

## Trayectoria
Wroe nació y creció en Austin, Texas, donde participó en numerosas producciones teatrales locales. Le entró el gusanillo de la interpretación en el instituto, por lo que decidió comenzar su carrera delante de las cámaras y se trasladó a Los Ángeles tras su graduación. Asistió a la Universidad de Southern California, ya que se dio cuenta de que su educación era primordial, y estudió matemáticas y economía, licenciándose en 2010. Mientras estudiaba, comenzó a tomar clases de interpretación en la universidad con Lesly Kahn.

## Filmografía
- Animal Kingdom como Alexa (2016).
- Humor Me como Ashley Dobson (2013).
- Untitled Adam Sztykiel/ABC Project como Hannah (2012).
- Southland como Cathy (1 episodio, 2012).
- Destino Final 5 como Candice Hooper (2011).
- Enorme como Meredith (1 episodio, 2010).
- Los Ninjas Etiqueta (2010).
- Yo no sabía que estaba embarazada como Lucy (1 episodio, 2009).